# Geração de energia
A geração de energia no mundo está resumida, em sua grande maioria, pelas fontes de energias tradicionais como petróleo, carvão mineral e gás natural. Tais fontes são poluentes e não renováveis, mas no futuro, serão substituídas inevitavelmente. [carece de fontes?] Há controvérsias sobre o tempo da duração dos combustíveis fósseis, mas devido a energias limpas e renováveis como biomassa, energia eólica e energia maremotriz e sanções como o Protocolo de Quioto, que cobra de países industriais um nível menor de emissões de poluentes (CO2) na atmosfera, as energias alternativas são um novo modelo de produção de energias econômicas e saudáveis para o meio ambiente. [carece de fontes?]
Em relação ao consumo de energia, estima-se que os contemporâneos de Aristóteles, na Antiguidade, faziam uso de aproximadamente 12 mil kcal/dia, advindas da ingestão de carboidratos, proteínas e gorduras, bem como da queima da lenha para cozer o alimento, pelo uso do sol para aquecer a casa, da tração animal, da força hidráulica para mover o monjolo, etc. O homem tecnológico de hoje extrapola – e muito – essas necessidades primárias, e os cálculos análogos indicam que o consumo médio atual é cerca de 20 vezes maior. No Brasil o consumo per capita vem crescendo. Desde 1970 a população brasileira aumentou 2 vezes, enquanto consumimos 3,4 vezes mais em kWh. O consumo de energia pode refletir tanto o grau de industrialização de um país como um grau de desenvolvimento e bem estar da sua população em termos médios. O consumo de energia nos países mais industrializados é aproximadamente 88 vezes superior ao consumo dos países menos desenvolvidos. [carece de fontes?]

## Energias no mundo
As fontes de energia no mundo estão definidas da seguinte forma.
| Produto        | % Porcentagem |
| -------------- | ------------- |
| Petróleo       | 43,00         |
| Gás Natural    | 16,20         |
| Eletricidade   | 16,10         |
| Biomassa       | 14,10         |
| Carvão mineral | 7,10          |
| Outros         | 3,50          |

Das reservas de petróleo do mundo 67% estão concentradas no Oriente Médio, devido a instabilidade política da região ocorrem crises de produção e distribuição causando grandes distúrbios no mercado com aumentos de preços e mudança de ramo de consumo.

## Energias no Brasil
Historicamente o governo tem investido em fontes de energia como o álcool com o pró-álcool iniciada em 1975 para produção de álcool derivado da cana-de-açúcar em larga escala. Há também investimentos em biodiesel, extraído por exemplo da mamona, fornecendo uma nova fonte de renda para seus produtores.[carece de fontes?]
A crise do chamado Apagão aconteceu durante o governo Fernando Henrique Cardoso entre 2001 e 2002 devido a falta de chuva e o baixo nível das águas nos reservatórios das hidrelétricas.[carece de fontes?]